# Chrystyniwka (stacja kolejowa)
Chrystyniwka (ukr: Станція Христинівка) – stacja kolejowa w miejscowości Chrystyniwka, w obwodzie czerkaskim, na Ukrainie. Jest częścią Kolei Odeskiej. Znajduje się na liniach Chrystyniwka – Humań, Cwitkowe – Wapniarka, Chrystyniwka – Pohrebyszcze.

## Linie kolejowe
- Chrystyniwka – Humań
- Cwitkowe – Wapniarka
- Chrystyniwka – Pohrebyszcze